# Jodie Comer
Jodie Marie Comer (n. 11 martie 1993, Liverpool, Anglia, Regatul Unit) este o actriță engleză. A obținut numeroase premii între care Premiul Emmy pentru rolul din serialul Obsesia Evei, precum și nominalizări la Globul de Aur, Premiul Asociației Criticilor de Film și Premiul Sindicatului Actorilor.

## Biografie
Comer s-a născut și a crescut la Liverpool. Și-a început cariera în 2008, cu un rol în telenovela britanică The Royal Today. Au urmat apariții în alte seriale de televiziune, precum comedia My Mad Fat Diary (2013–2015) și serialul dramatic Doctor Foster (2015–2017) produs de  BBC One. În 2017, a jucat rolul Elisabeta de York în serialul Prințesa Albă. A cunoscut consacrarea globală cu rolul Villanelle din serialul polițist Obsesia Evei (2018–2022) pentru care a primit printre altele premiul BAFTA pentru cea mai bună actriță într-un serial de televiziune și Premiul Emmy pentru cea mai bună actriță într-un serial dramatic.